# Býšovec
Býšovec település Csehországban, a Žďár nad Sázavou-i járásban. Býšovec Nedvědice, Ujčov, Věchnov és Věžná településekkel határos. Lakosainak száma 179 fő (2024. január 1.).

## Népesség
A település lakosságának változását az alábbi diagram mutatja:
| Lakosok száma | 302  | 316  | 336  | 194  | 174  | 140  | 166  | 166  | 177  | 179  |
|               | 1869 | 1890 | 1921 | 1950 | 1980 | 2001 | 2017 | 2019 | 2022 | 2024 |